# Archie Clark
Archie L. Clark (Conway, 15 luglio 1941) è un ex cestista statunitense, professionista nella NBA.

## Carriera
Venne selezionato dai Los Angeles Lakers al quarto giro del Draft NBA 1966 (37ª scelta assoluta).

## Statistiche
| * | Primo nella lega |

### NBA

#### Regular season
| Anno      | Squadra            | PG  | PT | MP   | TC%  | 3P% | TL%  | RP  | AP  | PRP | SP  | PP   |
| --------- | ------------------ | --- | -- | ---- | ---- | --- | ---- | --- | --- | --- | --- | ---- |
| 1966-1967 | L.A. Lakers        | 76  | -  | 23,2 | 45,2 | -   | 70,8 | 2,9 | 2,7 | -   | -   | 10,5 |
| 1967-1968 | L.A. Lakers        | 81  | -  | 37,5 | 48,0 | -   | 74,0 | 4,2 | 4,4 | -   | -   | 19,9 |
| 1968-1969 | Philadelphia 76ers | 82  | -  | 26,1 | 47,8 | -   | 69,7 | 3,2 | 3,6 | -   | -   | 13,5 |
| 1969-1970 | Philadelphia 76ers | 76  | -  | 36,5 | 49,6 | -   | 78,5 | 4,0 | 5,0 | -   | -   | 19,7 |
| 1970-1971 | Philadelphia 76ers | 82  | 82 | 39,6 | 49,6 | -   | 78,7 | 4,8 | 5,4 | -   | -   | 21,3 |
| 1971-1972 | Philadelphia 76ers | 1   | 1  | 42,0 | 68,8 | -   | 63,6 | 3,0 | 7,0 | -   | -   | 29,0 |
| 1971-1972 | Baltimore Bullets  | 76  | -  | 42,7 | 46,7 | -   | 77,3 | 3,5 | 8,0 | -   | -   | 25,1 |
| 1972-1973 | Baltimore Bullets  | 39  | -  | 37,9 | 50,7 | -   | 81,0 | 3,3 | 7,1 | -   | -   | 18,3 |
| 1973-1974 | Capital Bullets    | 56  | -  | 31,9 | 46,7 | -   | 76,8 | 2,5 | 5,1 | 1,1 | 0,1 | 13,1 |
| 1974-1975 | Seattle S.Sonics   | 77  | -  | 32,2 | 49,5 | -   | 83,4 | 3,1 | 5,6 | 1,4 | 0,1 | 13,9 |
| 1975-1976 | Detroit Pistons    | 79  | -  | 20,1 | 43,3 | -   | 86,2 | 1,7 | 2,8 | 0,8 | 0,1 | 7,6  |
| Carriera  | Carriera           | 725 | 83 | 32,5 | 48,0 | -   | 76,9 | 3,3 | 4,8 | 1,1 | 0,1 | 16,3 |

#### Play-off
| Anno     | Squadra            | PG | PT | MP   | TC%  | 3P% | TL%   | RP  | AP  | PRP | SP  | PP   |
| -------- | ------------------ | -- | -- | ---- | ---- | --- | ----- | --- | --- | --- | --- | ---- |
| 1967     | L.A. Lakers        | 3  | -  | 41,7 | 51,6 | -   | 76,5  | 4,3 | 5,0 | -   | -   | 25,7 |
| 1968     | L.A. Lakers        | 15 | -  | 35,2 | 42,7 | -   | 76,8  | 3,1 | 4,0 | -   | -   | 15,3 |
| 1969     | Philadelphia 76ers | 5  | -  | 37,0 | 51,9 | -   | 89,5* | 3,8 | 4,4 | -   | -   | 19,4 |
| 1970     | Philadelphia 76ers | 5  | -  | 29,2 | 43,3 | -   | 72,7  | 2,8 | 3,6 | -   | -   | 13,6 |
| 1971     | Philadelphia 76ers | 7  | -  | 42,1 | 47,5 | -   | 73,3  | 4,1 | 4,9 | -   | -   | 23,6 |
| 1972     | Baltimore Bullets  | 6  | -  | 45,2 | 43,7 | -   | 84,7  | 4,0 | 7,8 | -   | -   | 26,7 |
| 1973     | Baltimore Bullets  | 5  | -  | 42,8 | 50,0 | -   | 77,8  | 3,4 | 5,2 | -   | -   | 21,2 |
| 1974     | Capital Bullets    | 7  | -  | 23,1 | 33,9 | -   | 55,0  | 1,9 | 2,1 | 0,7 | 0,0 | 7,3  |
| 1975     | Seattle S.Sonics   | 9  | -  | 29,9 | 43,6 | -   | 90,0  | 3,6 | 3,4 | 0,7 | 0,1 | 11,1 |
| 1976     | Detroit Pistons    | 9  | -  | 21,3 | 48,4 | -   | 66,7  | 2,3 | 3,2 | 0,7 | 0,0 | 8,0  |
| Carriera | Carriera           | 71 | -  | 33,6 | 45,4 | -   | 77,2  | 3,2 | 4,2 | 0,7 | 0,0 | 15,8 |

## Palmarès
- All-NBA Second Team (1972)
- 2 volte NBA All-Star (1968, 1972)